# Друст II
Друст II (*Drest Gurthinmoch, д/н — 510/514) — король піктів у 480/484—510/514 роках.

## Життєпис
Походив з династії Ерпидів. Про його батьків відсутні відомості. Став панувати між 480 та 484 роками після Нехтона I. Мав прізвисько «Гуртінмох», походження якого достеменно невідоме. Можливо, мав бриттське походження, за яким перша частина (gwrdd) перекладається як «Великий». З огляду на це, на думку дослідників, може свідчити про розбудову держави Друстом II. За ірландськими та піктськими хроніками, він панував приблизно 30 років, що також свідчить про силу цього володаря. Йому спадкував Галан I.